# الدين في روما
الدين في روما (2015)
كانت روما، لأكثر من ألفي عام، مركزًا عالميًا مهمًا للكاثوليكية. يُنظر إلى المدينة بشكل عام على أنها "موطن الكنيسة الكاثوليكية. اليوم، هناك ديانات أخرى شائعة في روما، بما في ذلك الإسلام.

## المسيحية
أصبحت روما أبرز المدن المسيحية حيث توفي فيها القديس بطرس والقديس بولس. وبنيت فيها كاتدرائية القديس بطرس في عام 313 من خلال تبرعات الأباطرة الرومان والأرستقراطيين. مع تزايد الفوضى والاضطراب الذي أدى إلى انهيار الإمبراطورية الرومانية عام 476، تولى الباباوات السلطة المدنية في روما وفي الأراضي المحيطة. وأصبحت روما مركز الكنيسة الكاثوليكية وعاصمة الولايات البابوية.

## الإسلام
في السنوات الأخيرة، نما المجتمع الإسلامي بشكل كبير، بسبب الهجرة من بلدان شمال أفريقيا والشرق الأوسط. وافتتح في 21 يونيو 1995، مسجد روما، الذي صممه المهندس المعماري باولو بورتوجيسي.

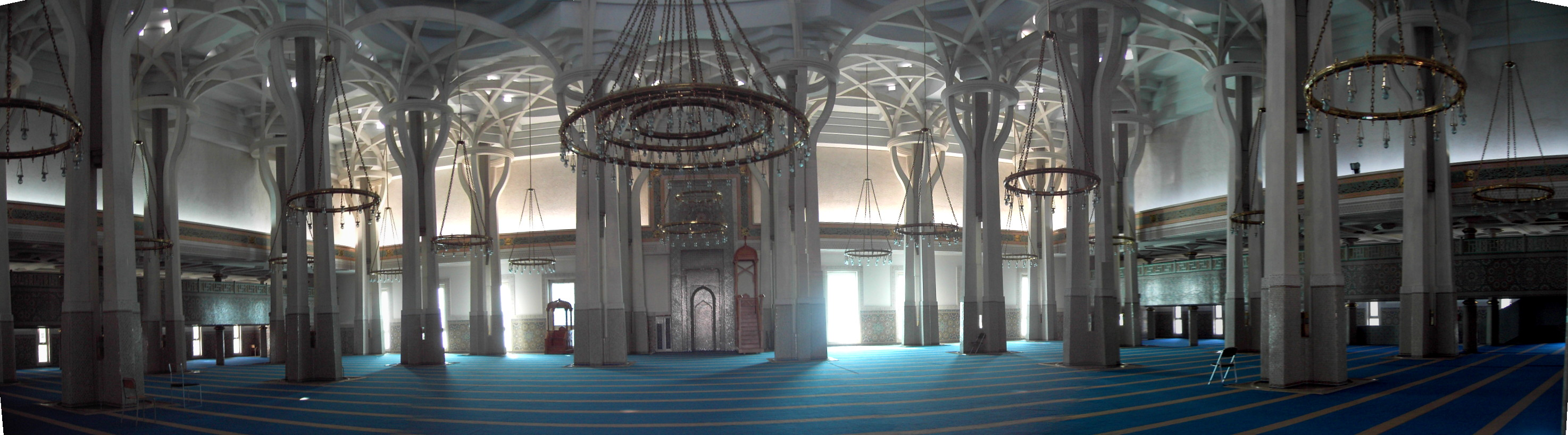
مسجد روما